# The Complete Overseas Session
The Complete Overseas Session – album muzyczny amerykańskiego pianisty jazzowego Tommy’ego Flanagana będący wydaniem całości materiału zarejestrowanego przez trio Flanagana 15 sierpnia 1957 w Sztokholmie (Szwecja). 
Podstawowy materiał (dziewięć nagrań) ukazał się najpierw jako 3 minialbumy (EP) w szwedzkiej firmie Mentronom, a jako LP Overseas w Prestige Records i innych wytwórniach (po remasteryzacji w wersji rozszerzonej o nagrania bonusowe). 15 listopada 2010 firma Solar Records wydała CD zawierający komplet zarejestrowanego wtedy w Sztokholmie materiału (wszystkie alternatywne wersje). Jako bonus dodano dwa utwory: „How Long Has This Been Going On?” z płyty The Cats Johna Coltrane’a (Flanagan gra ten utwór razem z Dougiem Watkinsem i Louisem Hayesem - nagranie z 18 kwietnia 1957, studio Hackensack, New Jersey), oraz „So Sorry Please” z płyty Dial J.J 5 J.J. Johnsona, nagrywanej 14 maja 1957 w Nowym Jorku przez kwintet, ale ten akurat utwór wykonali ci sami muzycy, którzy nagrali Overseas.

## Muzycy
- Tommy Flanagan – fortepian
- Wilbur Little – kontrabas (1-16)
- Elvin Jones – perkusja (1-16)
- Doug Watkins – kontrabas (tylko 17)
- Louis Hayes – perkusja (tylko 17)

## Lista utworów
| 1.  | „Relaxin' At Camarillo” (Charlie Parker)                | 3:21    |
|     |                                                         |         |
| 2.  | „Chelsea Bridge” (Take 3 - Master) (Billy Strayhorn)    | 3:44    |
|     |                                                         |         |
| 3.  | „Eclypso” (Tommy Flanagan)                              | 6:00    |
|     |                                                         |         |
| 4.  | „Beat's Up” (Tommy Flanagan)                            | 4:20    |
|     |                                                         |         |
| 5.  | „Skål Brothers” (Tommy Flanagan)                        | 2:30    |
|     |                                                         |         |
| 6.  | „Little Rock” (Tommy Flanagan)                          | 7:07    |
|     |                                                         |         |
| 7.  | „Vernandi” (Take 1 - Master) (Tommy Flanagan)           | 2:14    |
|     |                                                         |         |
| 8.  | „Dalarna” (Take 3 - Master) (Tommy Flanagan)            | 4:43    |
|     |                                                         |         |
| 9.  | „Willow Weep For Me” (Take 2 - Master) ....(Ann Ronell) | 6:27    |
|     |                                                         |         |
| 10. | Chelsea Bridge (Take 1 -Alternate)                      | 3:47    |
|     |                                                         |         |
| 11. | Chelsea Bridge (Take 2 -Alternate)                      | 3:46    |
|     |                                                         |         |
| 12. | Verdandi (Take 2 -Alternate)                            | 2:08    |
|     |                                                         |         |
| 13. | Delarna (Take 1 -Alternate)                             | 4:40    |
|     |                                                         |         |
| 14. | Delarna (Take 2 -Alternate)                             | 4:34    |
|     |                                                         |         |
| 15. | Willow Weep For Me (Take 1 -Alternate)                  | 5:53    |
|     |                                                         |         |
| 16. | So Sorry Please                                         | 4:15    |
|     |                                                         |         |
| 17. | How Long Has This Been Going On? (George Gershwin)      | 5:58    |
|     |                                                         |         |
|     |                                                         | 1:15:27 |
|     |                                                         |         |
- 01-09 Nagrania podstawowe
- 10-15 Wersje alternatywne
- 16-17 Bonusy